# Saint-Vérand, Rhône
Saint-Vérand este o comună în departamentul Rhône din sud-estul Franței. În 2009 avea o populație de 1.097 de locuitori.

## Evoluția populației
| An        | 1975 | 1982 | 1990 | 1999 | 2006  | 2009  |
| --------- | ---- | ---- | ---- | ---- | ----- | ----- |
| Populație | 636  | 713  | 760  | 993  | 1.082 | 1.097 |